# Sint-Lambertuskerk (Blicquy)

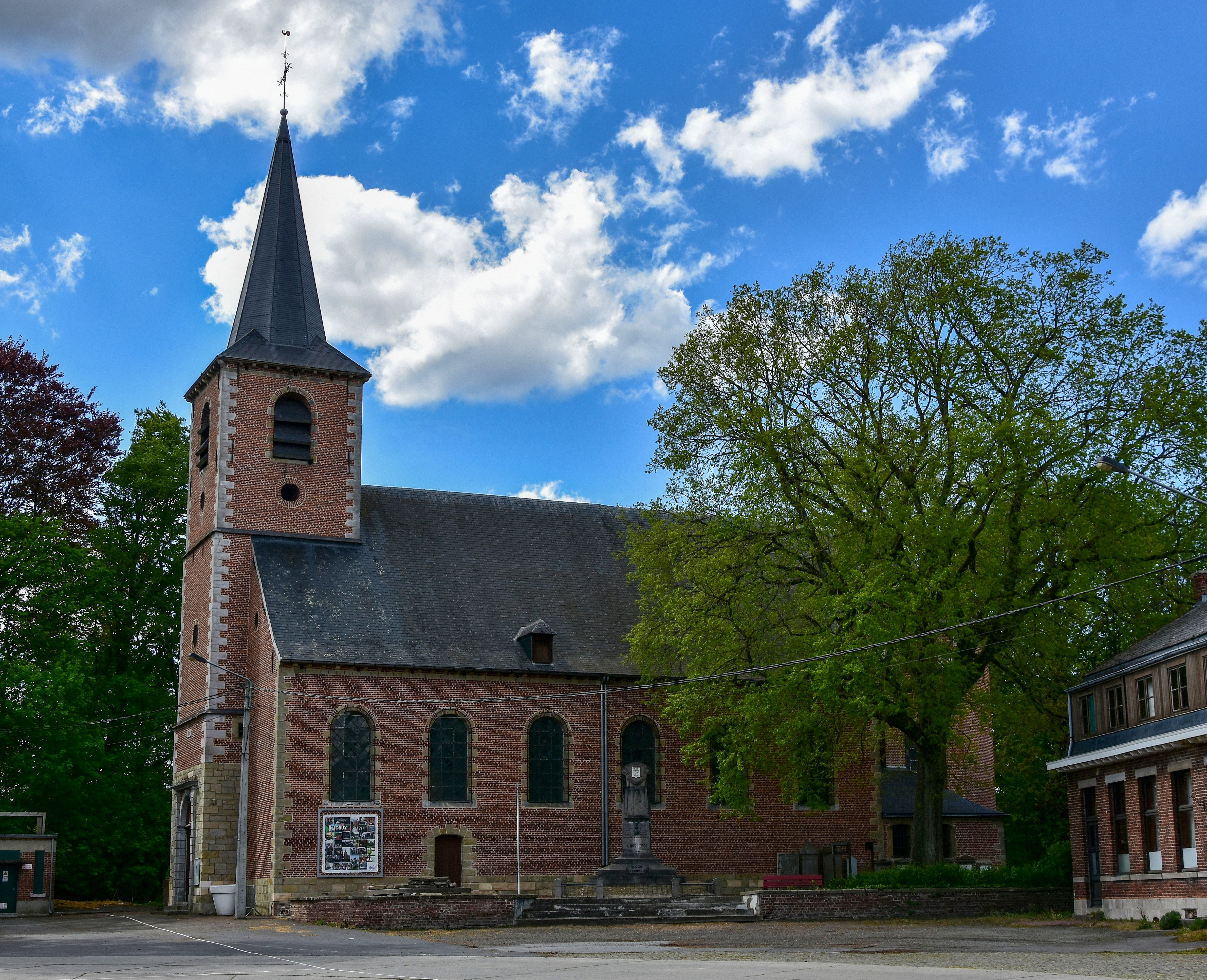
Sint-Lambertuskerk

De Sint-Lambertuskerk is een kerkgebouw in de Belgische deelgemeente Blicquy. De kerk is toegewijd aan de heilige Lambertus.
Het kerkgebouw is in 1776 opgetrokken in baksteen. Het renaissancistisch hoogaltaar verwijst naar Lambertus. Een gepolychromeerd houten beeld van Lambertus uit de 16e eeuw en een gotische doopvont uit blauwe hardsteen versieren de kerk.

## Galerij

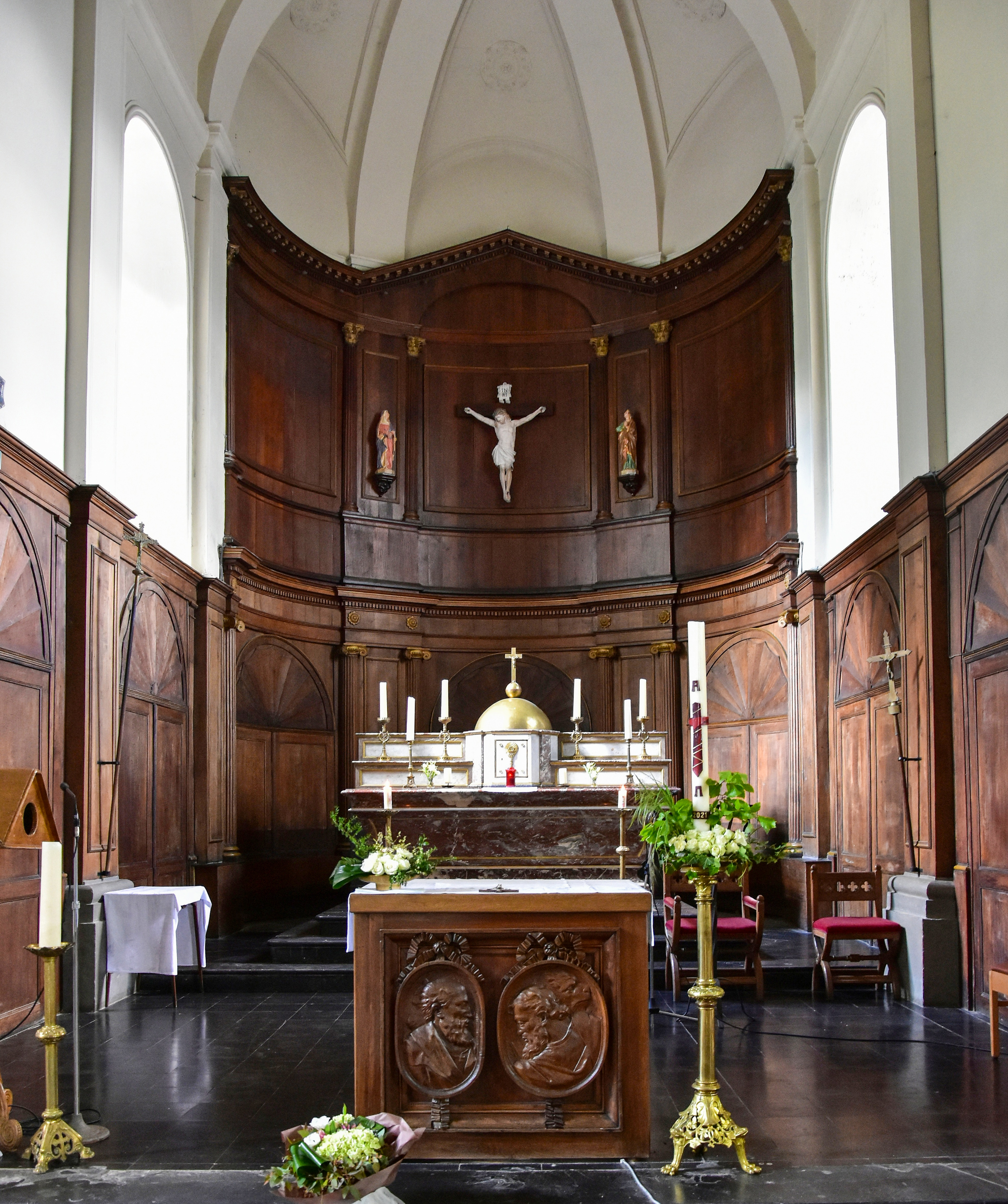
Hoogaltaar
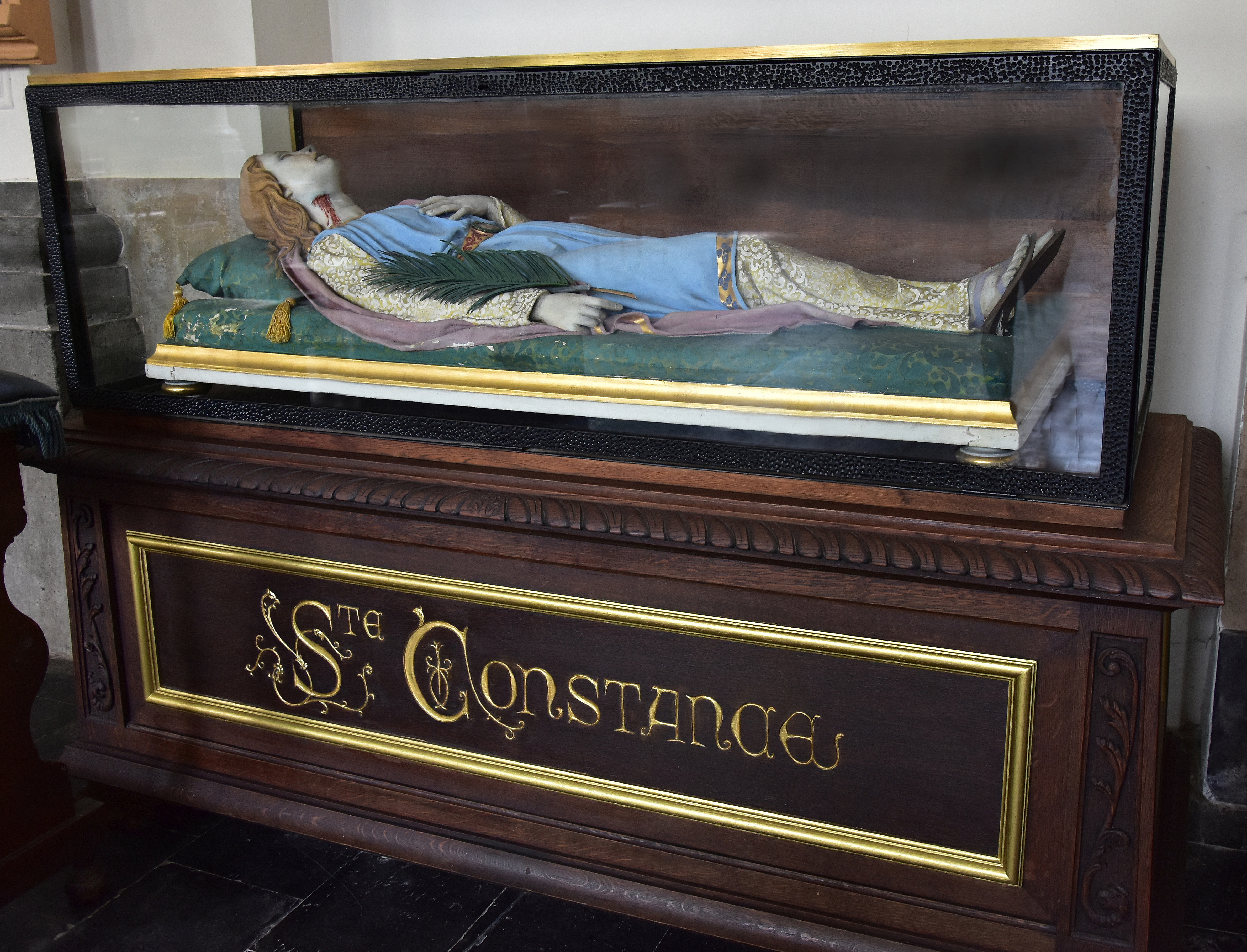
Constantia
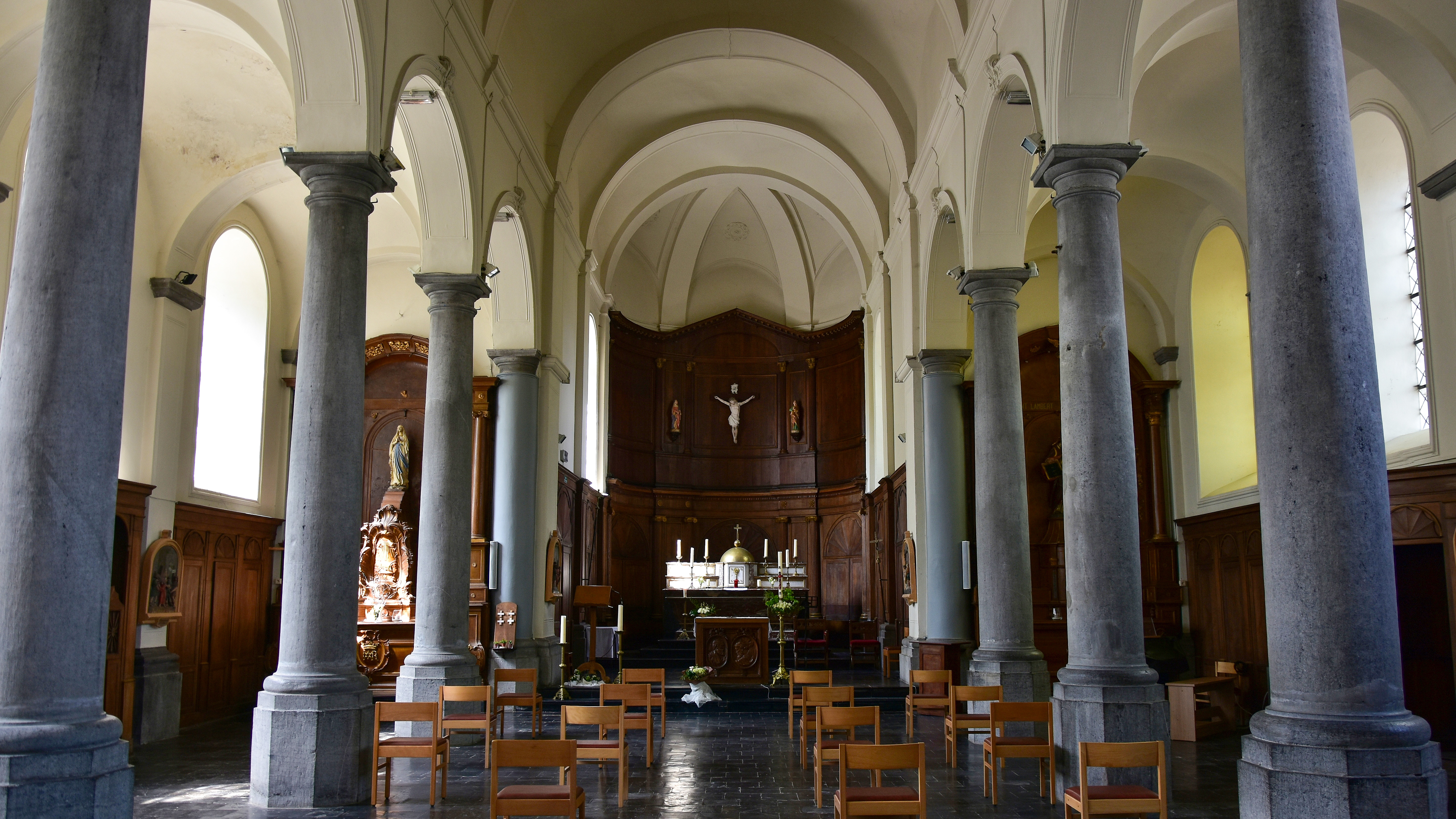
Kerkschip
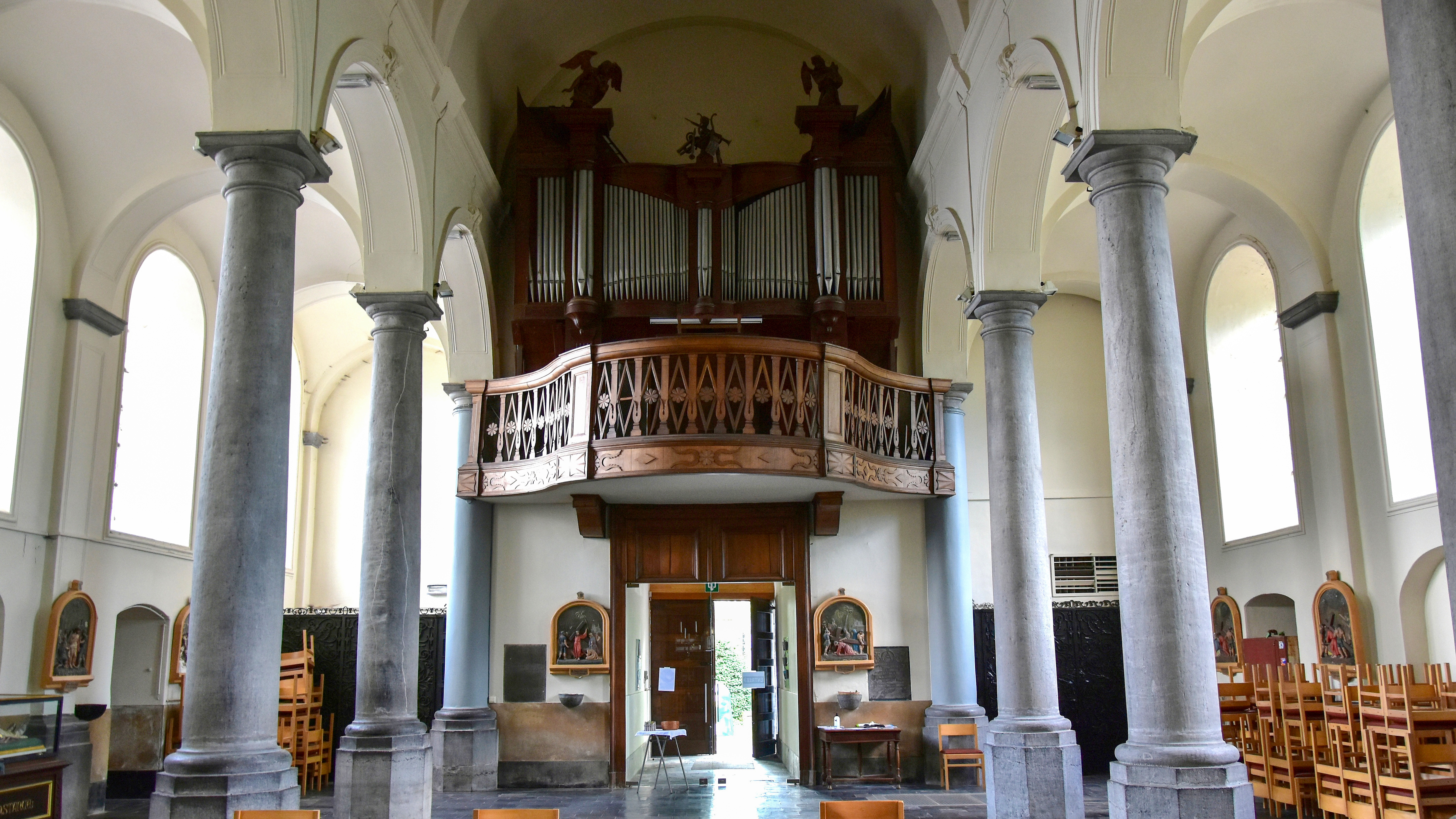
Achterzijde kerkschip met kerkorgel